# Pont de Vieille-Brioude
Ne doit pas être confondu avec Pont de la Bajasse.
Le pont de Vieille-Brioude est un pont en arc qui enjambe l'Allier sur la commune de Vieille-Brioude, dans le département de la Haute-Loire, en France.

## Historique

### L'ancien pont
La construction du pont médiéval a commencé au milieu du XIVe siècle. Il est possible qu'il y ait eu un pont romain à son emplacement, mais il n'y a aucun document qui le prouve. Le pont médiéval avait une seule arche de 27 toises d'ouverture et 17 toises de hauteur. Sa forme générale est alors très semblable à celle du pont de la Bajasse construit pour franchir la Senouire. Le pont devait être achevé en 1479. On trouve en effet dans les archives du chapitre de Vieille-Brioude les indications suivantes :
- en 1340, Jean de Clermont fait un legs, operi pontis,
- l'an mil quatre cent cinquante quatre le six juin fut baillé à prix fait le pont de Vieille Brioude ... et dans l'an révolu fut fait la première arcade .... Il est impossible qu'une telle arche puisse être faite en une seule année.

Pour l'emprunter, il était nécessaire de s'acquitter d'un péage au XVIIe siècle et XVIIIe siècle au bénéfice des ducs d'Orléans, châtelains de Vieille-Brioude.
Mal entretenu, il fut interdit à la circulation en 1754. Son trafic est détourné vers des bacs ou vers le pont de la Bajasse construit en 1750-1753 à l'aval. Ce pont s'écroule peu après. Il est reconstruit mais la crue du 25 septembre 1783 l'emporte à nouveau. On entreprend de le reconstruire, mais une nouvelle crue, les 10, 11 et 12 novembre 1790 fait d'importants dégâts dans le chantier et ruine le projet de reconstruction du pont de la Bajasse.
On a alors fait appel à l'ingénieur Émiland Gauthey. Il a conseillé de réparer le vieux pont inutilisé et non entretenu depuis 1754. Le projet de réparation du pont est approuvé le 18 thermidor an II (5 août 1794). Les travaux ne commencent qu'en l'an V et ne sont terminés qu'en 1818. La chaussée a été élargie, ses pentes adoucies, le tablier surchargé par de lourds parapets.
Le 27 mars 1822, à 6 heures du matin, le pont s'est effondré.
Avec une ouverture comprise entre 27 et 28 toises, soit 54,572 m, il avait été, du XVe au XIXe siècle, le pont ayant la plus grande ouverture du monde.
Sa description a été donnée dans le rapport l'ingénieur O'Farrel du 8 messidor an IX : «...L'arche est composée d'un arc de cercle dont le rayon est de 29,0025 m ; la corde ou l'ouverture de l'arche est de 54,572 m ; la flèche ou montée depuis la naissance jusque sous la clef est de 19,17 m ; la largeur entre les têtes est de 5 m ; l'épaisseur de la voûte à la clef est de 2,2798 m ; les voussoirs seulement sont en pierre de taille, il en parroit deux rangs sur les faces, le premier qui forme l'intrados est composé de brèche volcanique de mauvaise qualité ; le deuxième rang formant l'intrados est composé de grès dur, il est en liaison avec le premier ... »
Une légende de type "Pont du Diable" était associée à l'ancien pont médiéval.

### Le nouveau pont

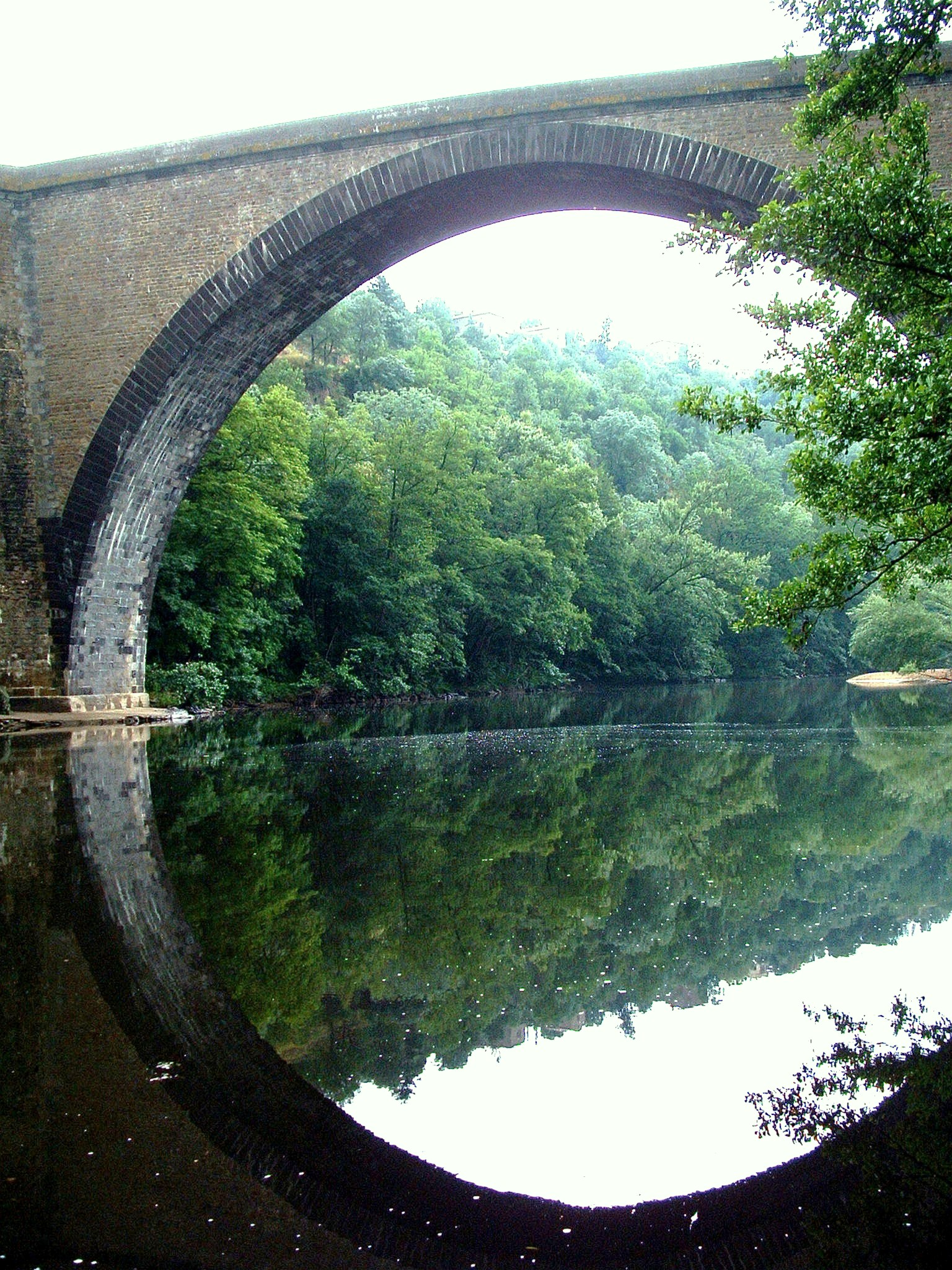
L'arche du pont au-dessus de l'Allier.

En 1823, pour rétablir les relations routières entre le Brivadois et le Velay, on décide de reconstruire le pont. Le projet approuvé le 1er octobre 1823 prévoit de réutiliser les anciennes culées, mais en réduisant l'ouverture de l'arche à 45 m. La chaussée est prévue avec une largeur de 7,50 m. Les travaux sont adjugés le 12 mai 1824. Ils ont duré jusqu'en avril 1832.

## Description
Pont à une seule arche en plein cintre de 45 m d'ouverture.